# صفيراء قلبية
صفيراء قلبية (الاسم العلمي:Sophora cordata) هو نوع من النباتات يتبع جنس الصفيراء من فصيلة البقولية.